# نامونوییتو
نامُنوییتُ یا نامُنوِیتُ، یا وِیتُ یک آب‌سنگ حلقوی و با مساحت ۲٬۲۶۷ کیلومتر مربع (۸۷۵ مایل مربع) بزرگترین آبخوست در جزایر کارولین و ایالات فدرال میکرونزی است. اگرچه یک آب‌سنگ حلقوی بزرگ‌تر در ایالت چوک وجود دارد که بخش بزرگی از آن هنوز زیر آب و همچنان در حال شکل‌گیری است. در سرتاسر میکرونزی تنها آب‌سنگ حلقوی کواجالین از نامونویتو بزرگ‌تر است.
یک ایستگاه رادیویی در اولول وجود دارد.

## جغرافیا
آب‌سنگ حلقوی نامونوییتو در ۱۷۰ کیلومتر (۱۱۰ مایل) شمال باختری (اکسوریتود) تالاب چوک قرار دارد. شکل آن بسیار شبیه به مثلث است که پایه آن به درازای ۸۲ کیلومتر (۵۱ مایل) تا جنوب کشیده شده است. در گوشه جنوب باختری مثلث، آبخوست خرد اولول قرار دارد. آبخوست اصلی و پر جمعیت نامونوییت، «انون» نام دارد. آبخوست‌های خرد دیگر تقریباً در گوشه شمال خاوری از پیساراس در جنوب خاور تا ماگور در شمال کشیده شده است. دوازده آبخوست خرد، زمینی سنگ‌ریزه‌ای دارند و مساحت کل آنها ۴٫۵ کیلومتر مربع (۱٫۷ مایل مربع) است. جمعیت آنها در سال ۲۰۰۰، ۱,۳۴۱ نفر بود.
بیشتر لبه آب‌سنگ آب‌سنگ حلقوی به بخش‌های بزرگ‌تر آن در زیر آب فرو رفته است و از روی آب با رنگ روشن‌تر دیده می‌شود. ژرفای آب‌سنگ از ۰٫۹ متر (۳٫۰ فوت) تا ۱۸٫۳ متر (۶۰ فوت) تغییر می‌کند. به نظر می‌رسد که آب‌سنگ در حال شکل‌گیری است و دلیل پیدایش بسیاری از آبخوست‌های خرد باشد. ژرفای کولاب یکسان نیست. به غیر از یک عمق یکنواخت ۵٫۵ متر (۱۸ فوت) که در ۲۲ کیلومتر (۱۴ مایل) باختر آبخوست خرد پیساراس و یک آب‌سنگ جدا شده با ژرفای ۲٫۷ متر (۸٫۹ فوت) تا ۳٫۷ متر (۱۲ فوت) در ۱۰ کیلومتر (۶٫۲ مایل) پیساراس، ژرفای بیشتر از ۹ متر (۳۰ فوت) در بیشتر راس‌های مرجانی کولاب دیده می‌شود.

## پوشش گیاهی
آبخوست پیساراس پوشش گیاهی گوناگون درختی از جمله نخل نارگیل دارد. آب‌سنگ از شمال باختر تا باختر شمال باختر آبخوست کشیده شده که یک خلیج کم‌عمق را در بر می‌گیرد. بخش زیادی از آبخوست اولول از نخل نارگیل پوشیده شده است. یک آبسنگ در حال خشک شدن اولول را احاطه کرده است.

## تقسیمات کشوری
آب‌سنگ حلقوی نامونوییت، ۵ منطقه شهرداری از ۴۰ شهرداری ایالت چوک را در خود جای داده است که فهرست آنها به صورت پادساعتگرد به شرح جدول زیر است. جمعیت‌ها بر پایه سرشماری سال ۲۰۰۰ هستند.
| شهرداری              | نام کنونی یا پیشین | مساحت خشکی (کیلومتر مربع) | جمعیت (سرشماری ۲۰۰۰) | موقعیت           | آبخوست                                                                 | مختصات |
| -------------------- | ------------------ | ------------------------- | -------------------- | ---------------- | ---------------------------------------------------------------------- | --- |
| اولول                | اولول              | ۲/۵۴                      | ۵۹۸                  | گوشه جنوب باختری | آبخوست اولول                                                           | ۰۸°۳۵′۲۲″ شمالی ۱۴۹°۳۹′۳۷″ شرقی / ۸٫۵۸۹۴۴°شمالی ۱۴۹٫۶۶۰۲۸°شرقی |
| پیهِرارار             | پیساراس            | ۰/۸۰                      | ۲۲۷                  | گوشه جنوب خاوری  | آبخوست خرد وابُنُرو آبخوست پیساراس آبخوست خرد پیِلیمال آبخوست خرد وِلتُت    | ۰۸°۳۵′۵۰″ شمالی ۱۵۰°۲۱′۱۸″ شرقی / ۸٫۵۹۷۲۲°شمالی ۱۵۰٫۳۵۵۰۰°شرقی ۰۸°۳۴′۵۵″ شمالی ۱۵۰°۲۴′۲۶″ شرقی / ۸٫۵۸۱۹۴°شمالی ۱۵۰٫۴۰۷۲۲°شرقی ۰۸°۳۶′۵۰″ شمالی ۱۵۰°۲۲′۳۸″ شرقی / ۸٫۶۱۳۸۹°شمالی ۱۵۰٫۳۷۷۲۲°شرقی ۰۸°۳۷′۱۵″ شمالی ۱۵۰°۲۲′۱۶″ شرقی / ۸٫۶۲۰۸۳°شمالی ۱۵۰٫۳۷۱۱۱°شرقی |
| اونانو               | اناری              | ۰/۲۶                      | ۱۷۸                  | لبه شمال خاوری   | آبخوست اوناری آبخوست خرد بیهوف آبخوست خرد بِهیلیپِر آبخوست خرد آمورتراید | ۰۸°۴۵′۱۱″ شمالی ۱۵۰°۱۹′۴۶″ شرقی / ۸٫۷۵۳۰۶°شمالی ۱۵۰٫۳۲۹۴۴°شرقی ۰۸°۴۵′۴۳″ شمالی ۱۵۰°۱۹′۲۴″ شرقی / ۸٫۷۶۱۹۴°شمالی ۱۵۰٫۳۲۳۳۳°شرقی ۰۸°۴۶′۰۳″ شمالی ۱۵۰°۱۹′۰۲″ شرقی / ۸٫۷۶۷۵۰°شمالی ۱۵۰٫۳۱۷۲۲°شرقی ۰۸°۴۶′۱۰″ شمالی ۱۵۰°۱۸′۴۷″ شرقی / ۸٫۷۶۹۴۴°شمالی ۱۵۰٫۳۱۳۰۶°شرقی |
| اُنو                  | اُنُ                 | ۰/۳۱                      | ۱۸۲                  | لبه شمال خاوری   | آبخوست اُنُ                                                              | ۰۸°۴۷′۵۲″ شمالی ۱۵۰°۱۶′۵۸″ شرقی / ۸٫۷۹۷۷۸°شمالی ۱۵۰٫۲۸۲۷۸°شرقی |
| ماکور                | آبخوست‌های ماگور    | ۰/۴۷                      | ۱۵۶                  | گوشه شمالی       | آبخوست ماگور آبخوست خرد ماگِرِریک                                        | ۰۸°۵۹′۲۷″ شمالی ۱۵۰°۰۷′۲۲″ شرقی / ۸٫۹۹۰۸۳°شمالی ۱۵۰٫۱۲۲۷۸°شرقی ۰۸°۵۷′۲۴″ شمالی ۱۵۰°۰۳′۵۳″ شرقی / ۸٫۹۵۶۶۷°شمالی ۱۵۰٫۰۶۴۷۲°شرقی |
| آب‌سنگ حلقوی نامُنوییتُ | آبخوست‌های ماگور    | ۴/۳۸                      | ۱,۳۴۱                |                  |                                                                        | ۰۸°۴۰′۰۰″ شمالی ۱۵۰°۰۰′۰۰″ شرقی / ۸٫۶۶۶۶۷°شمالی ۱۵۰٫۰۰۰۰۰°شرقی |

## تاریخ
نخستین اروپاییان وارد شده به نامونوییت، دریانوردان اسپانیایی سوار بر گالئون سن جرونیمو در ۵ ژوئیه ۱۵۶۶ بودند. در آبخوست پیساراس، فرمانده شورشی «لوپ مارتین» و گروه سرکش او (سیزده سرباز و سیزده دریانورد) ناخدا پرو سانچز پریکون و دیگر گروه دریانوری او را کشتند و سپس آنجا را ترک کردند.
بعدها در سال ۱۸۰۱ فرمانده نیروی دریایی خوان آنتونیو ایبراگویتا سوار بر کشتی فیلیپینو به اُنو وارد شده و آن را «آنونیما» (به معنی "ناشناس" در زبان اسپانیایی) نامید.